# Hirasa synola
Hirasa synola là một loài bướm đêm trong họ Geometridae.